# William F. Kirby
William Fosgate Kirby (ur. 16 listopada 1867 w Texarkanie, zm. 26 lipca 1934 w Little Rock) – amerykański polityk, członek Partii Demokratycznej.

## Działalność polityczna
W 1893 i 1897 był członkiem Izby Reprezentantów Arkansas, a od 1899 do 1901 zasiadał w Senacie Arkansas. Od 1907 do 1909 był prokuratorem generalnym stanu Arkansas. W okresie od 8 listopada 1916 do 3 marca 1921 był senatorem 3. klasy ze stanu Arkansas.